# Rudolf von Preen
Carl (Karl) Rudolf Christoph von Preen (* 3. Juli 1755 in Quedlinburg; † 27. April 1841 in Dummerstorf) war ein deutscher Richter und Regierungschef in Waldeck-Pyrmont aus dem Adelsgeschlecht Preen.

## Leben
Seine Eltern waren Joachim Dietrich von Preen und Rahel Friedrike von Creutzburg. Der Vater war Jurist in Güstrow und Gutsbesitzer in Panklow. Die Vorfahren stammen aus der Familienlinie Bandelsdorf-Dummerstorf.
Von Preen studierte Rechtswissenschaften und wurde am 23. November 1776 (ab dem 17. Juli 1778 cum voto, also mit Stimmrecht) Regierungsassessor in Arolsen. 1785 wurde er Hofrichter in Korbach (mit Wohnung in Arolsen), später Hofgerichtsdirektor am Hofgericht Korbach und Oberaufseher des Waisenhauses und der Hospitäler. Am 15. Oktober 1800 wurde er zum Geheimen Rat befördert.
Am 28. Januar 1814 wurde er als Nachfolger von Louis von Zerbst Regierungs- und Konsistorialpräsident, also Regierungschef der Regierung von Waldeck-Pyrmont. Im Juli 1823 reiste er auf sein Gut Dummerstorf in Mecklenburg, ohne sein Amt formell aufzugeben. Seine Mobilien in Arolsen wurden am 25. Juli 1823 versteigert. Sein Nachfolger als Regierungschef wurde Burchard Christian von Spilcker.
Er war verheiratet mit Luise von Tomstorff-Rothspalt. Der spätere Erbe von Dummerstorf und General Friedrich Christian Theodor von Preen war ihr Sohn. Ihre Tochter Luise verstarb dreijährig. Weitere Söhne waren der Dummerstorfer Gutsherr Georg (1789–1863) und der Offizier Ludwig (1791–1847), zuletzt Hauptmann und Inhaber einer Elite-Kompanie. Die jüngeren Töchter Luise (1795–1890), zu Dobbertin und Emma (1805–1890), zu Malchow, waren Konventualinnen.